# Sint-Laurentiuskerk (Lohja)
De Sint-Laurentiuskerk (Fins: Lohjan Pyhän Laurin kirkko) is een kerkgebouw in Lohja in Finland. De kerk is de derdegrootste middeleeuwse parochiekerk van Finland. Voorafgaand aan de protestantse Reformatie en de opkomst van het lutheranisme in Finland, diende de kerk de Rooms-Katholieke Kerk. De kerk is opgedragen aan Laurentius van Rome.

## Geschiedenis
De eerste schriftelijke vermelding van een kerk in Lohja dateert uit 1382. De huidige stenen kerk werd gebouwd tussen 1470 en 1490. De plattegrond van de kerk is typerend voor de middeleeuwse kerken in Finland. Het driebeukige schip is georiënteerd naar het oosten, het koor ligt in het meest oostelijke deel van het schip en vormt geen apart deel van het gebouw. Met een lengte van 40,3 meter en een breedte van 22,3 m is de kerk de op twee na grootste middeleeuwse kerk in Finland na de Domkerk van Turku en de kerk van Naantali. De sacristie is een uitbreiding aan de noordmuur en aan de zuidmuur van de kerk bevindt zich een kleine vestibule, die het wapenhuis wordt genoemd. Die diende oorspronkelijk als extra bescherming aan de toegang in oorlogstijd, omdat de kerken vaak de meest stabiele gebouwen in de stad waren. De bewering dat het wapenhuis diende om de wapens te verwijderen die gedragen werden voordat de mensen de kerk zelf binnengingen, wordt door recent onderzoek betwijfeld.
In het begin van de 19e eeuw werden de kerkramen groter gemaakt en werden de schilderingen bedekt met wit krijt. In de jaren 1880 werd de witte verf verwijderd en werden de kleurrijke schilderingen gerepareerd.

## Bezienswaardigheden
De muurschilderingen uit het begin van de 16e eeuw maken de kerk een van de meest waardevolle middeleeuwse gebouwen in Finland. De rustieke en eenvoudige muurschilderingen beeldden bijbelverhalen uit voor de ongeletterde bevolking.
Op de zuidoostelijke hoek van de kerk staat een klokkentoren op een voet van grijze steen, waarschijnlijk daterend uit de Middeleeuwen. De houten delen van de klokkentoren kregen hun huidige vorm in de 18e eeuw tijdens de grote reparaties na de Grote Noordse Oorlog. De constructie van het bovenste gedeelte werd omstreeks het jaar 1740 gedaan onder supervisie van de Duitse bouwmeester Johann Friedrich Schultz. De toren herbergt drie klokken, waarvan de oudste in 1594 in Tallinn werd gegoten. De grootste klok werd in 1624 in Lohja gegoten en de kleinste werd in 1740 in Stockholm gegoten.

## Fotogalerij

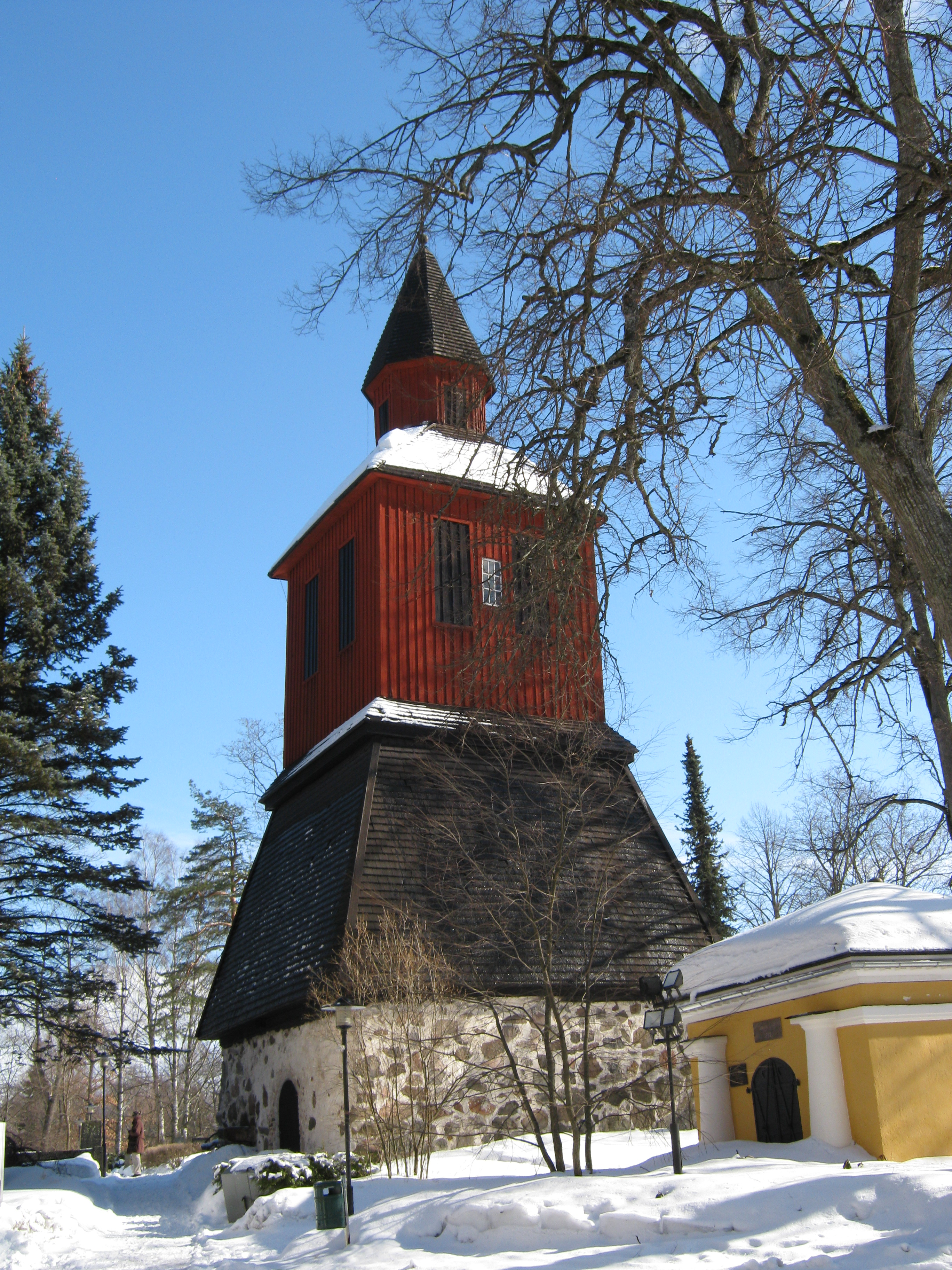
Klokkentoren
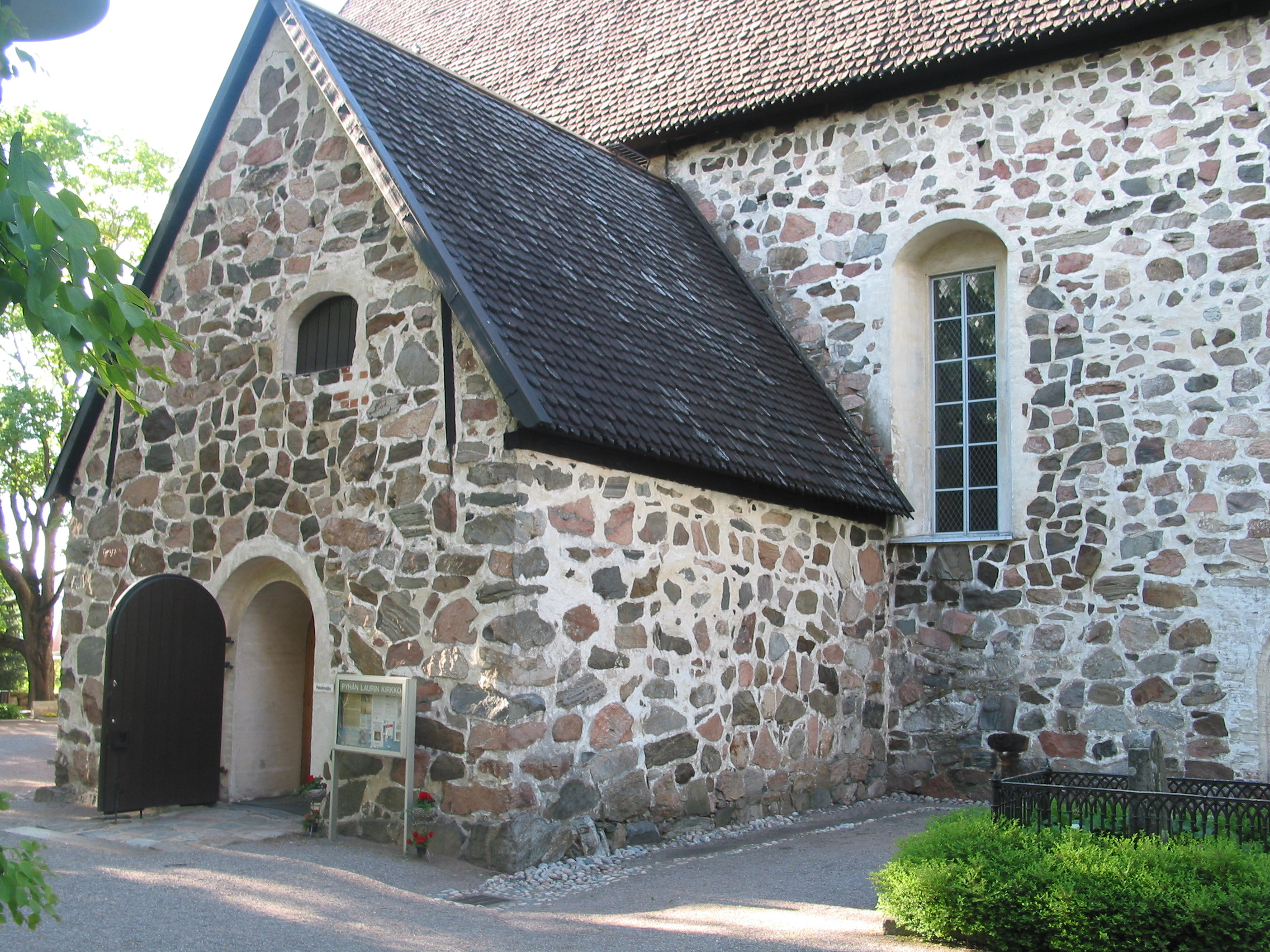
Hoofdingang
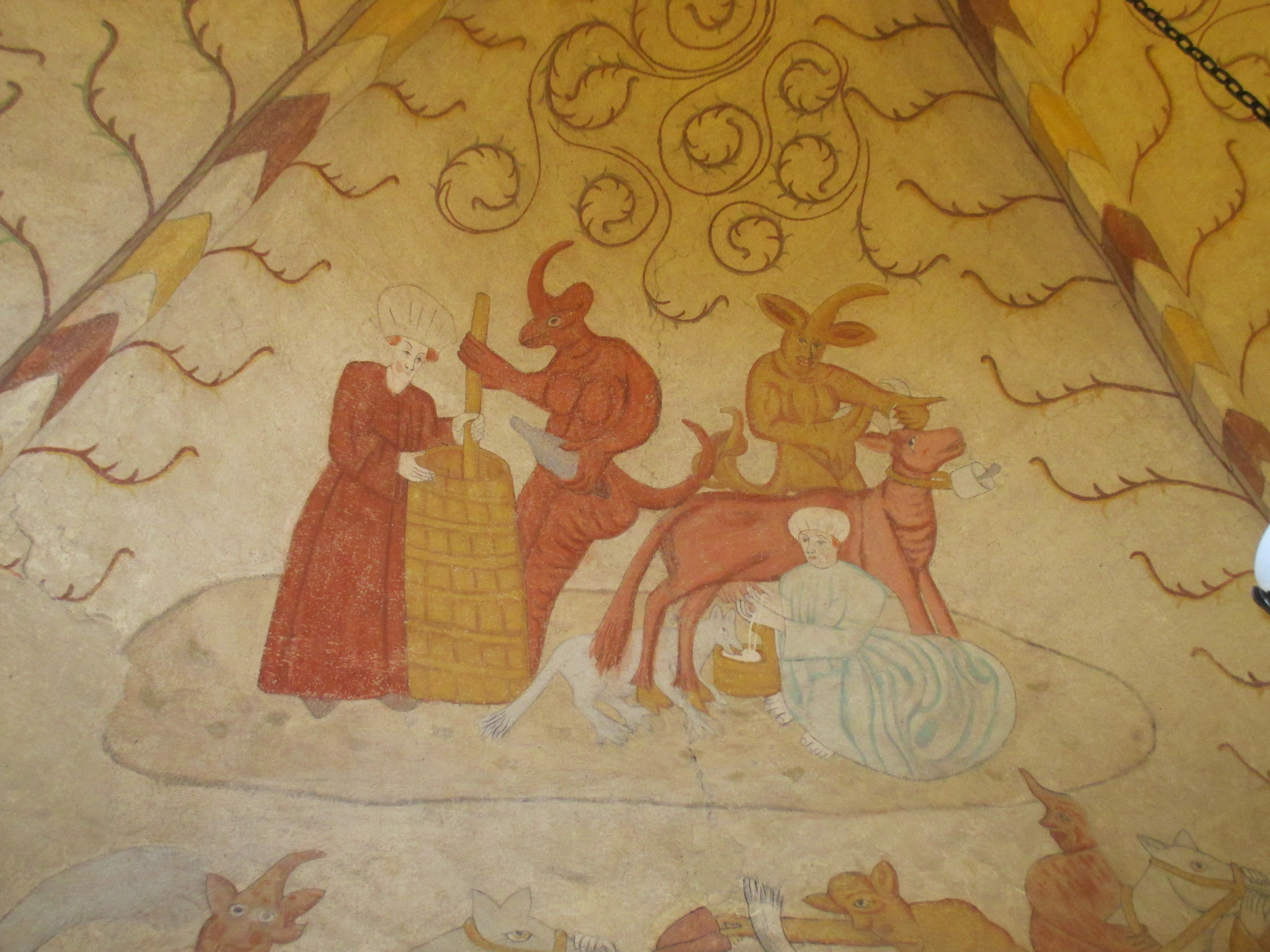
Muurschildering
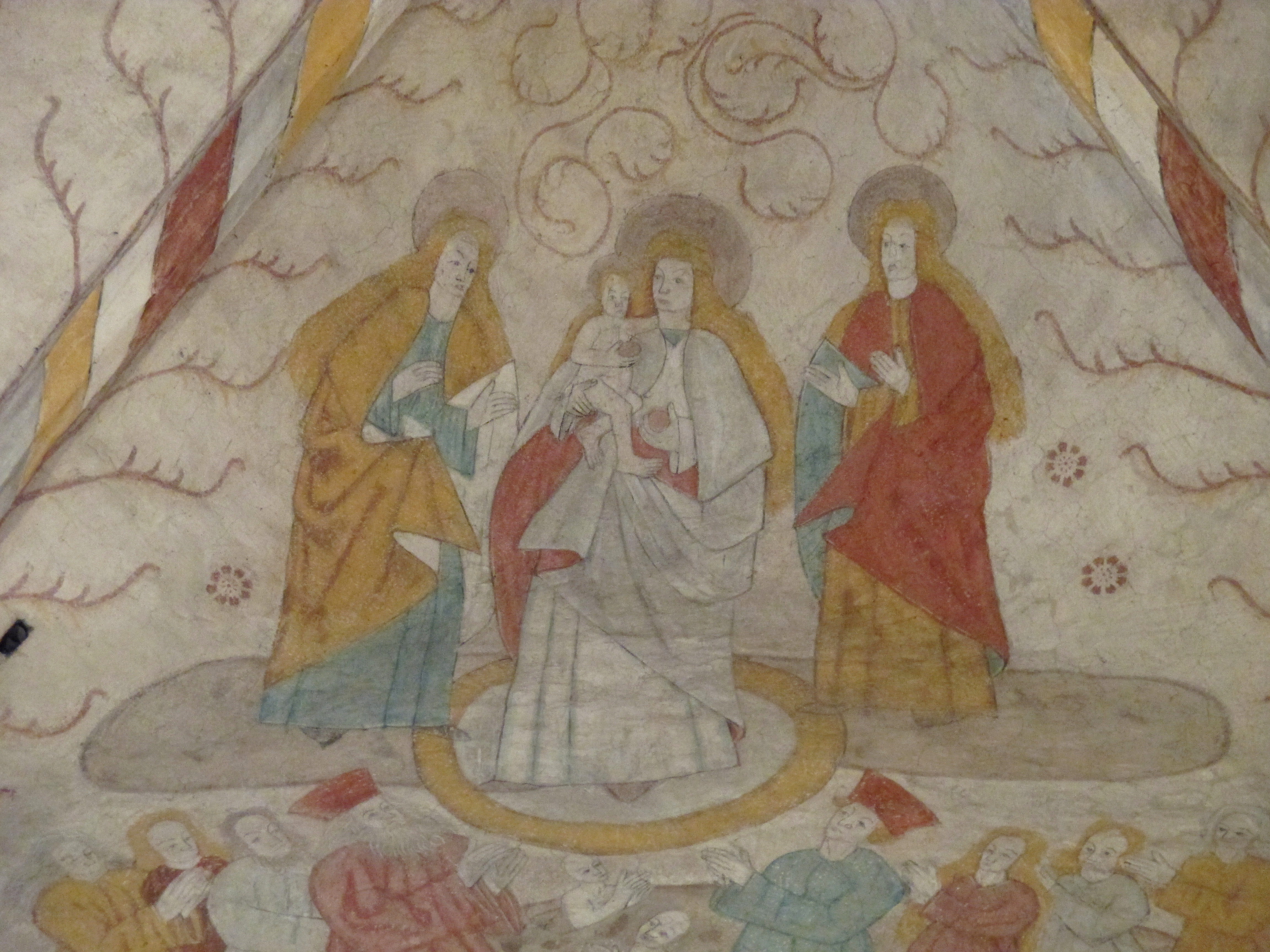
Muurschildering
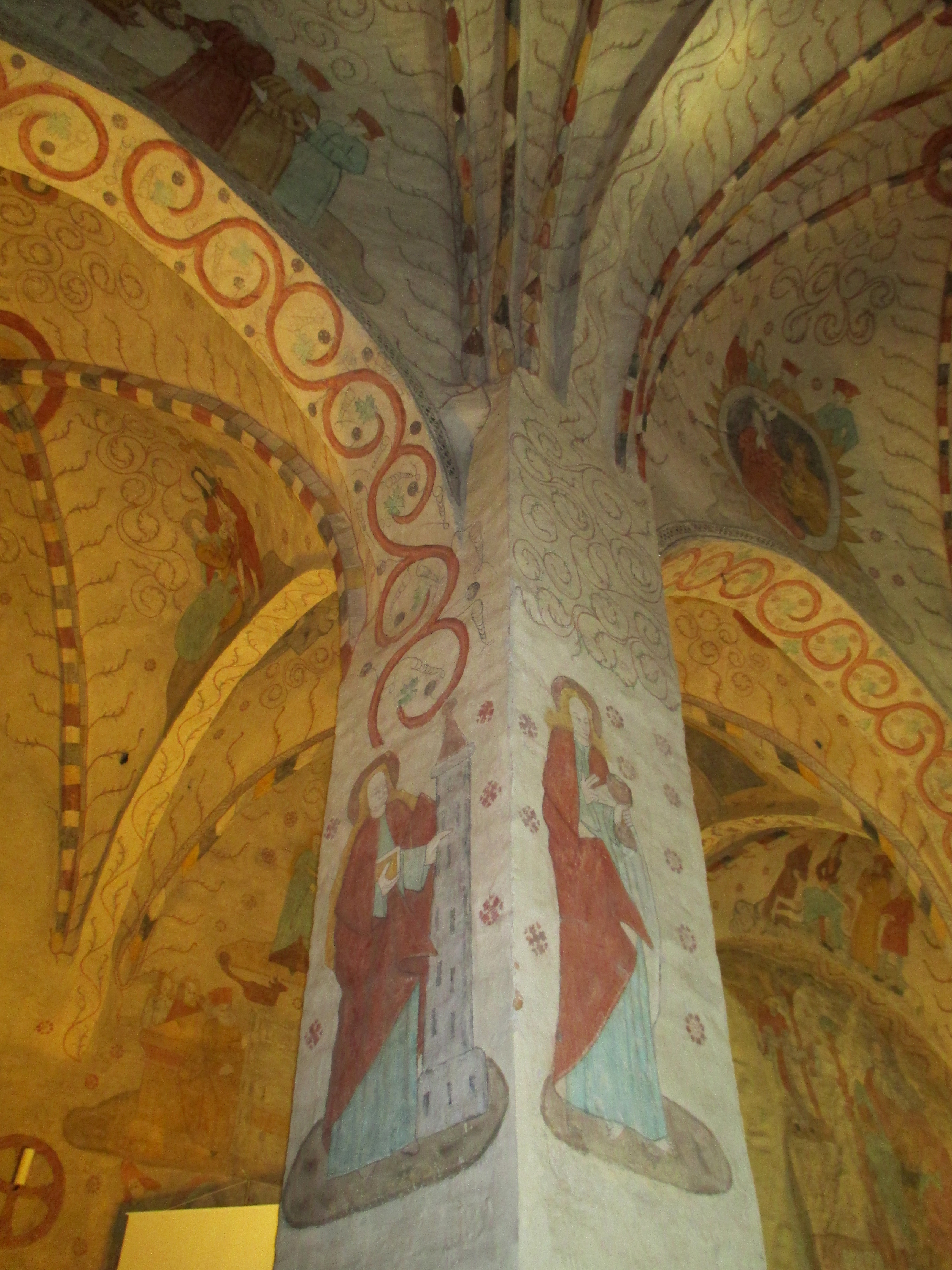
Muurchilderingen
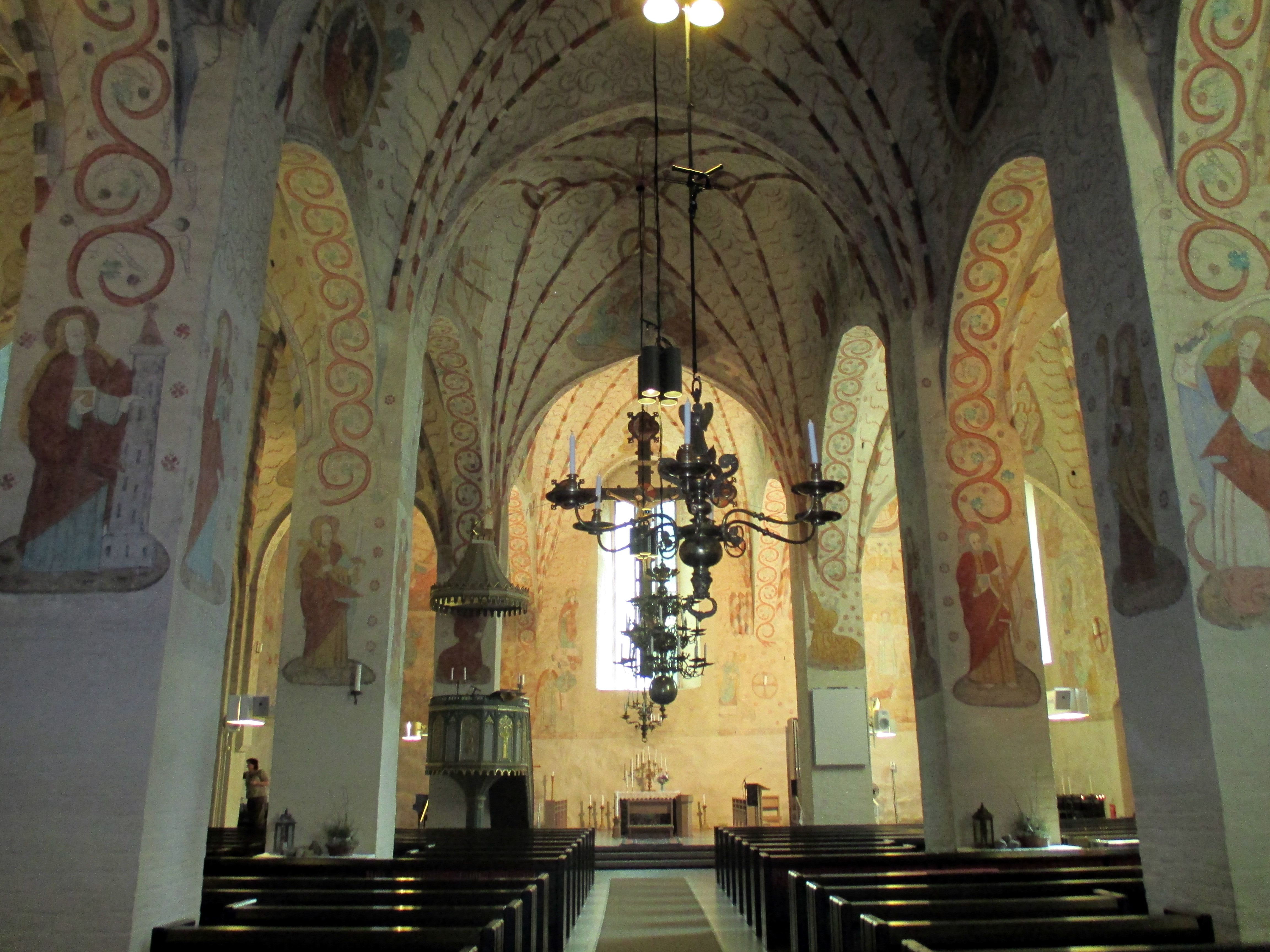
Interieur
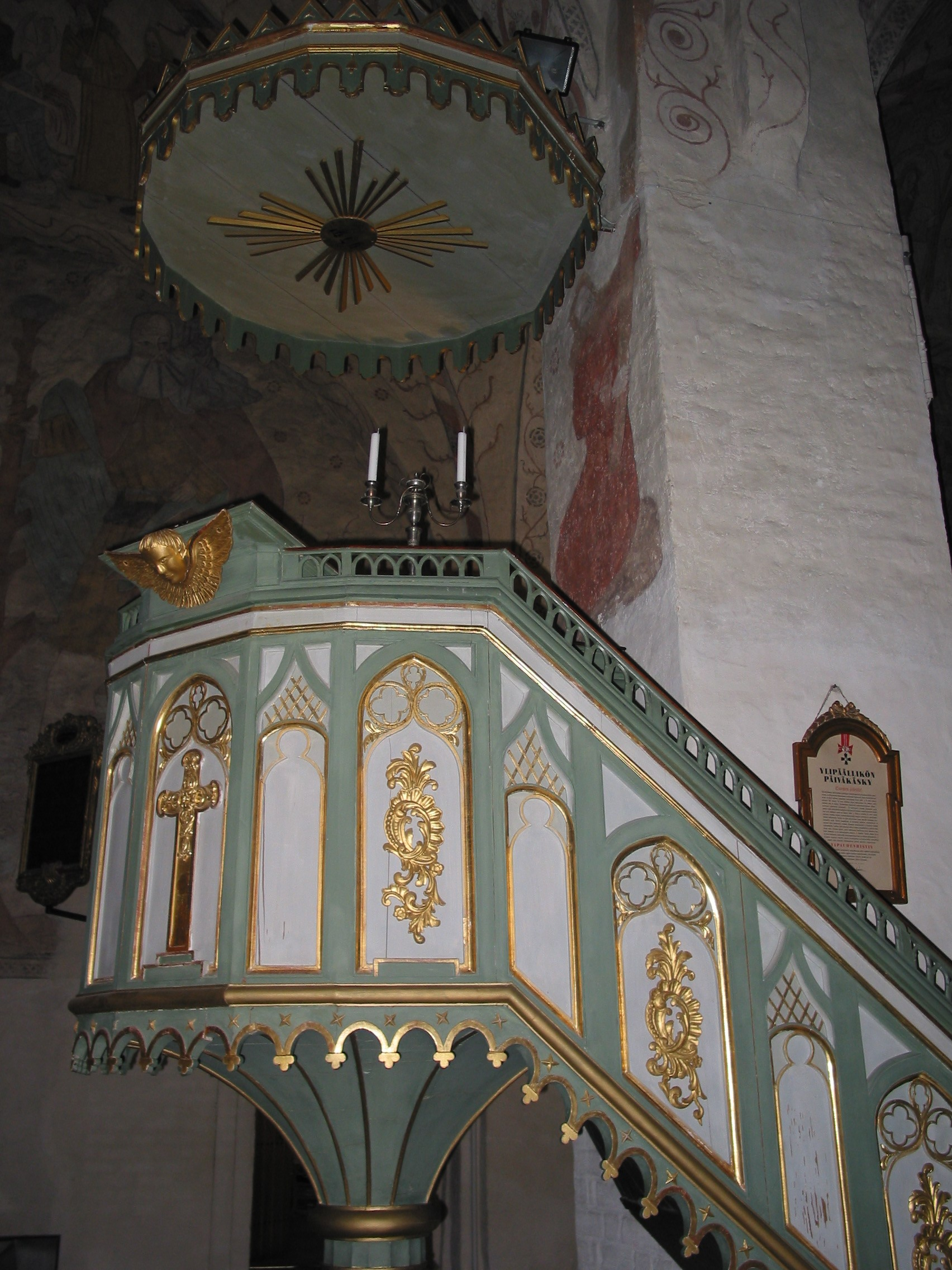
Preekstoel uit 1845